# Alexandru Maxim (labdarúgó, 1986)
Alexandru Maxim (Chișinău, 1986. január 19. –) moldáv válogatott labdarúgó, csatár.

## Pályafutása

### Klubcsapatokban
2004-ben indult a profi karrierje, Zimbru Chișinău csapatában. Később elsősorban moldvai csapatokban játszott, de a fehérorosz és a kazah élvonalban is pályára lépett. 2018-ban a Speranta Nisporeni együttesében fejezte be a labdarúgó pályafutását.

### A válogatottban
2015. november 17-én az Azerbajdzsán elleni barátságos mérkőzésen játszott a Moldáv labdarúgó-válogatottban.

## Sikerei, díjai
Rapid Ghidighici
- Moldáv labdarúgókupa: ezüstérmes: 2011–12